# Col du Granon
De Col du Granon is een 2413 meter hoge bergpas in de Franse Alpen. De pashoogte is voor voertuigen alleen te bereiken via Saint-Chaffrey in de Vallée de la Guisane over een goed onderhouden geasfalteerde weg. De militaire weg aan de oostzijde richting Vallée de la Clarée is afgesloten voor personenvervoer.
Vanaf de pashoogte vanwaar men een mooi uitzicht heeft op de bergen Barre des Écrins en de Meije staat een oriëntatietafel. De Granon is een populair beginpunt voor wandelingen naar bijvoorbeeld de Col de Cristo of de Croix de la Benoite.
De bergpas werd in de Ronde van Frankrijk voor de eerste maal beklommen tijdens de editie van 1986. Dat jaar in de Tour de France kwamen de renners vanuit Gap aan op de top van de Granon, na een klim van 11,5 km met een gemiddeld stijgingspercentage van 9,3%, met maxima tot 11,1%, ingedeeld als bergpas hors categorie. De etappe werd gewonnen door de Spanjaard Eduardo Chozas. Het was in deze etappe dat Bernard Hinault zijn gele trui voorgoed verloor aan de Amerikaan Greg Lemond. Tot de ronde van 2011 was de aankomst op de Col du Granon van 1986 de hoogste etappefinish in de geschiedenis van de wedstrijd. Op 21 juli 2011 werd een nieuw hoogterecord voor een etappefinish bereikt met de finish van de 18de etappe van de Tour de France 2011 op de Col du Galibier (2.642 m), eveneens in de Guisanevallei gelegen trouwens.
De berg werd pas in 2022 voor de tweede maal de finishplaats van de elfde etappe van de Tour de France, nadat de renners eerst de Col du Telegraphe en Col du Galibier hadden bedwongen in dezelfde etappe. Jonas Vingegaard behaalde alleen als eerste de top van de Col du Granon en pakte daarmee ook de Gele trui.

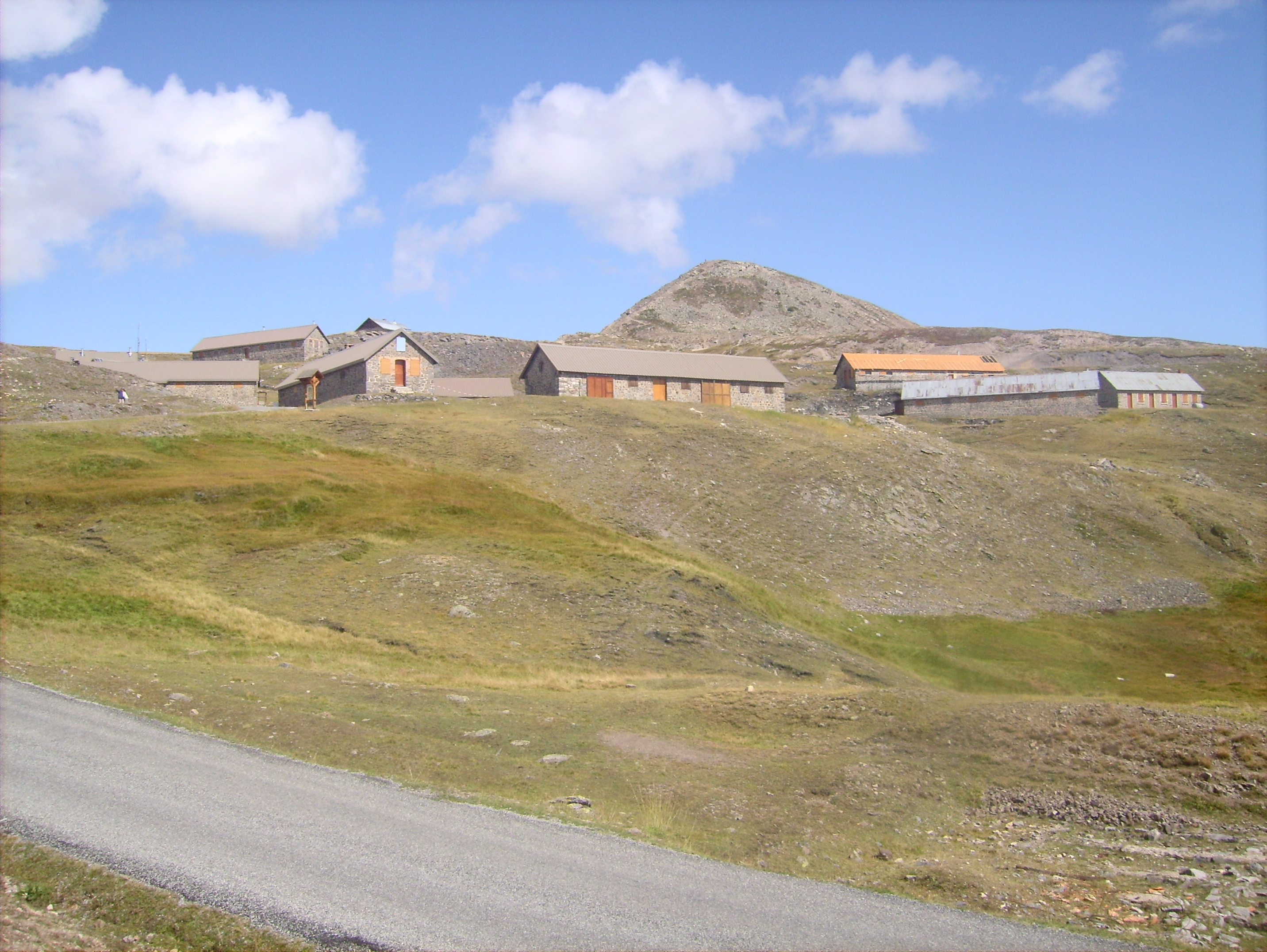
Militaire gebouwen in de laatste haarspeldbochten van de col
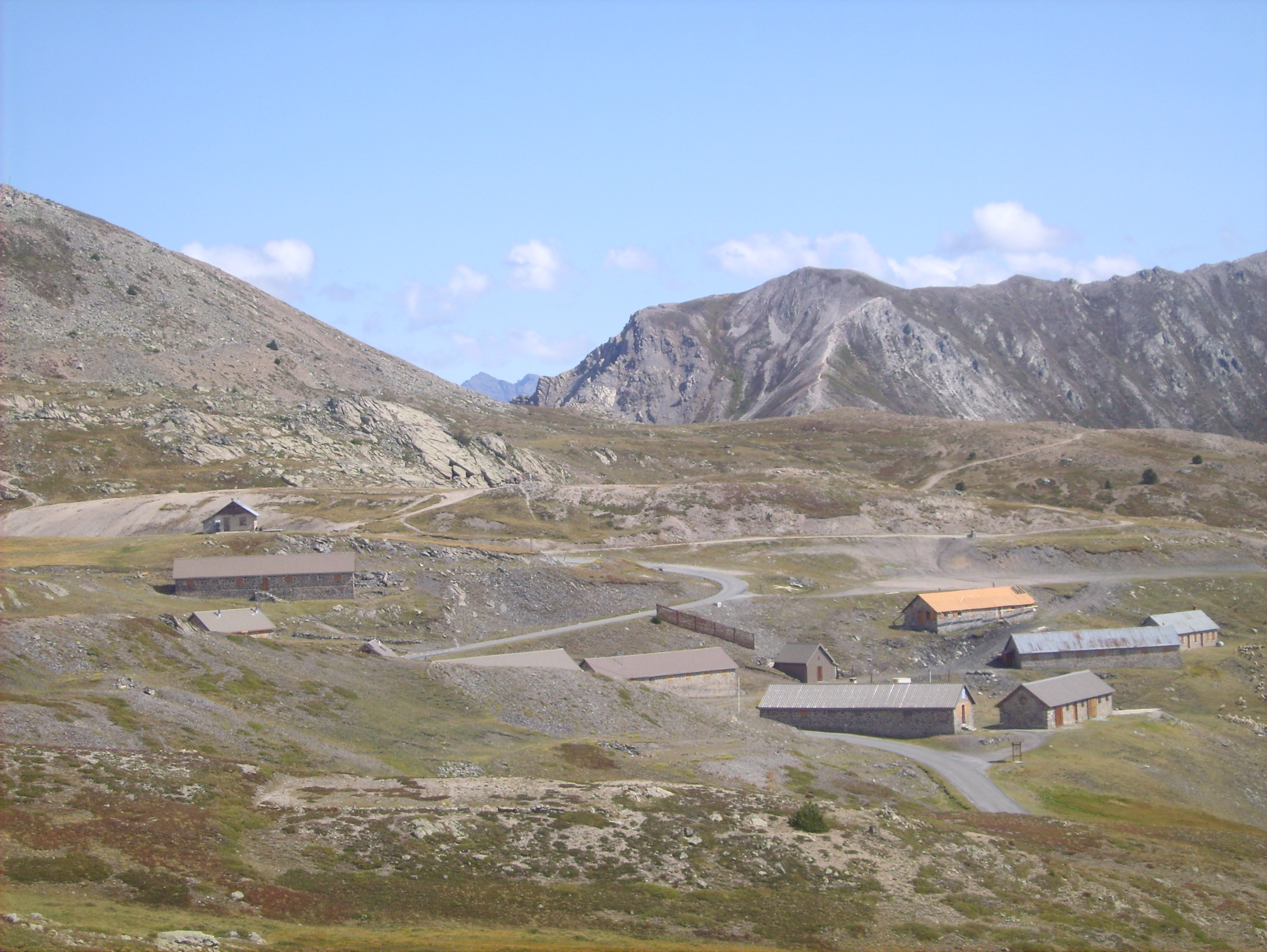
Militaire gebouwen bij het naderen van de top
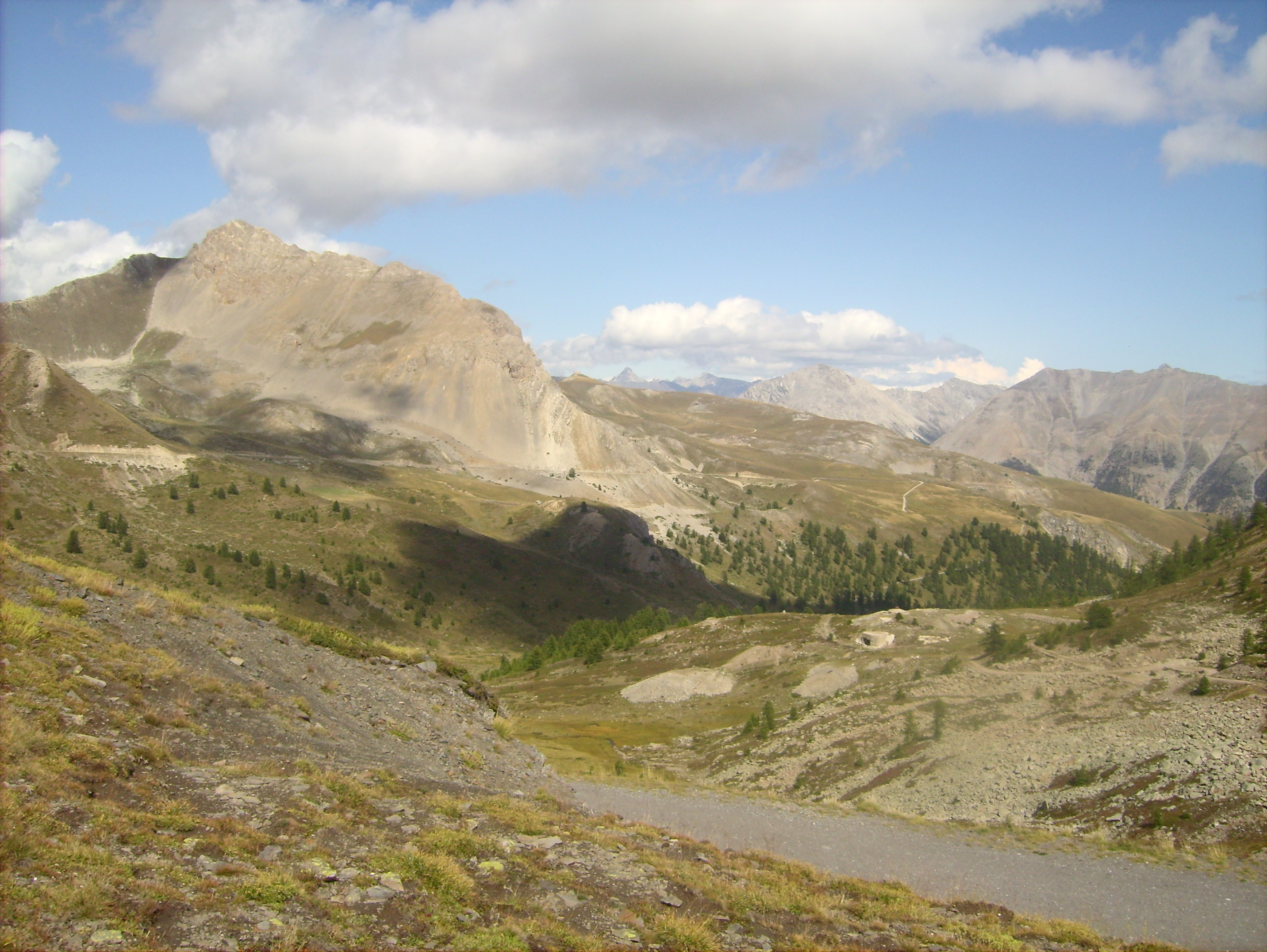
Zicht in de richting van de vallei van de Clarée